# العلاقات الدومينيكية البيلاروسية
العلاقات الدومينيكية البيلاروسية هي العلاقات الثنائية التي تجمع بين دومينيكا وروسيا البيضاء.

## مقارنة بين البلدين
هذه مقارنة عامة ومرجعية للدولتين:
| وجه المقارنة                                              | دومينيكا              | روسيا البيضاء                    |
| --------------------------------------------------------- | --------------------- | -------------------------------- |
| المساحة (كم2)                                             | 751                   | 207.60 ألف                       |
| عدد السكان (نسمة)                                         | 73.92 ألف             | 9.50 مليون                       |
| الكثافة السكانية (ن./كم²)                                 | 9.84 ألف              | 45.76                            |
| العاصمة                                                   | روسو                  | مينسك                            |
| اللغة الرسمية                                             | لغة إنجليزية          | اللغة البيلاروسية، اللغة الروسية |
| العملة                                                    | دولار شرق الكاريبي    | روبل بلاروسي                     |
| الناتج المحلي الإجمالي (بليون دولار)                      | 562.54 مليون          | 54.44 مليار                      |
| الناتج المحلي الإجمالي (تعادل القوة الشرائية) بليون دولار | 789.63 مليون          | 168.35 مليار                     |
| الناتج المحلي الإجمالي الاسمي للفرد دولار أمريكي          | 7.12 ألف              | 5.74 ألف                         |
| الناتج المحلي الإجمالي للفرد دولار أمريكي                 | 10.88 ألف             | 18.18 ألف                        |
| مؤشر التنمية البشرية                                      | 0.724                 | 0.798                            |
| رمز المكالمات الدولي                                      | +1767                 | +375                             |
| رمز الإنترنت                                              | .dm                   | .by، .бел                        |
| المنطقة الزمنية                                           | 00، توقيت أطلنطي موحد | ت ع م+03:00                      |

## منظمات دولية مشتركة
يشترك البلدان في عضوية مجموعة من المنظمات الدولية، منها:
| علم المنظمة | اسم المنظمة                        | تاريخ انضمام دومينيكا | تاريخ انضمام روسيا البيضاء |
| ----------- | ---------------------------------- | --------------------- | -------------------------- |
|             | مؤسسة التمويل الدولية              | 29 سبتمبر 1980        | 2 نوفمبر 1992              |
|             | منظمة حظر الأسلحة الكيميائية       | ?                     | ?                          |
|             | الأمم المتحدة                      | 18 ديسمبر 1978        | 24 أكتوبر 1945             |
|             | الاتحاد الدولي للاتصالات           | 28 أكتوبر 1996        | 7 مايو 1947                |
|             | منظمة الشرطة الجنائية الدولية      | ?                     | ?                          |
|             | البنك الدولي للإنشاء والتعمير      | 29 سبتمبر 1980        | 10 يوليو 1992              |
|             | الاتحاد البريدي العالمي            | ?                     | ?                          |
|             | وكالة ضمان الاستثمار متعدد الأطراف | 7 أكتوبر 1991         | 3 ديسمبر 1992              |
|             | يونسكو                             | 9 يناير 1979          | 12 مايو 1954               |

## وصلات خارجية
- موقع وزارة الخارجية البيلاروسية